# Osborne House

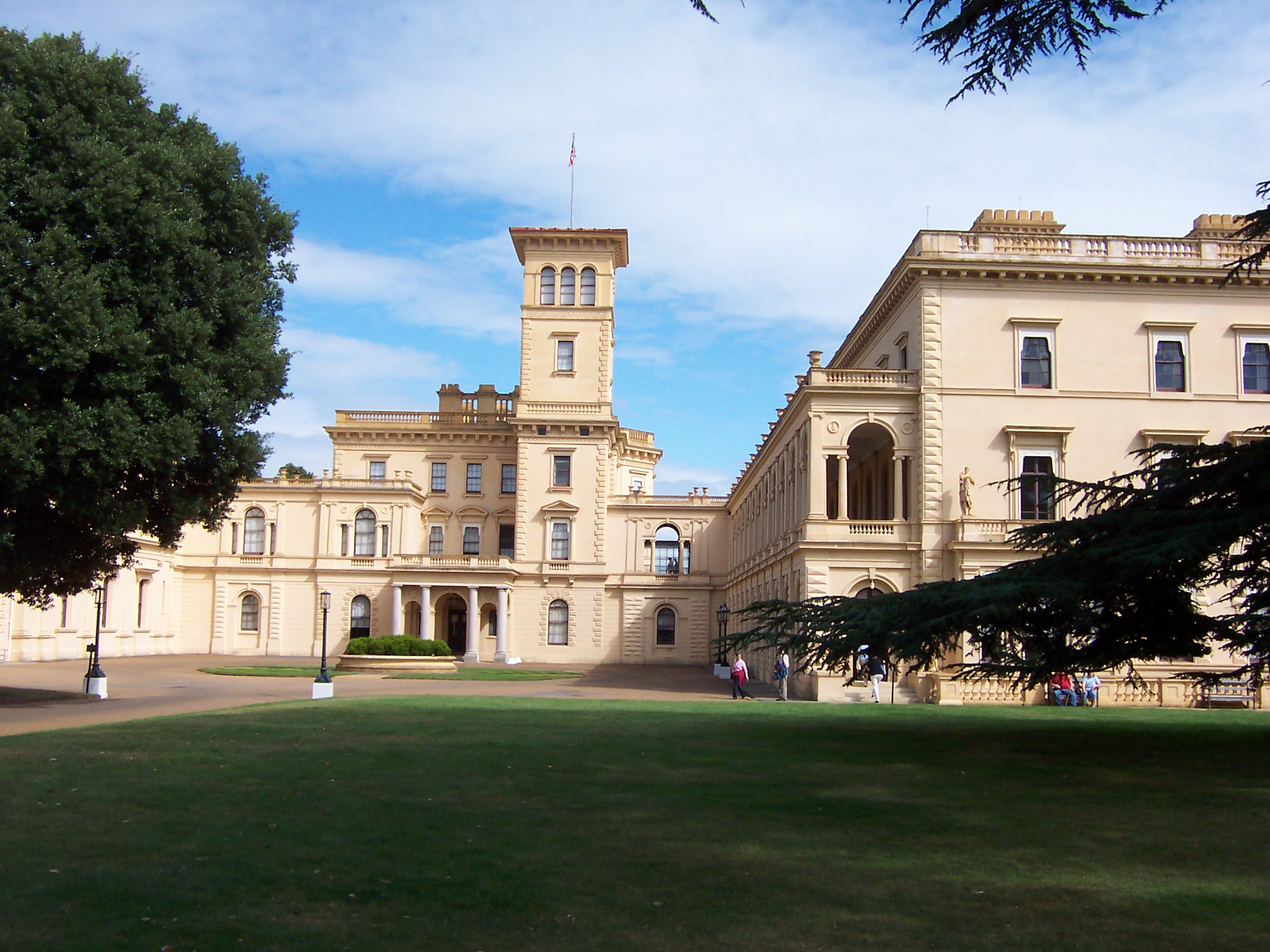
Osborne House, voorgevel met entree

Osborne House is een voormalige koninklijke residentie in East Cowes, Wight, Engeland. Het is gebouwd tussen 1845 en 1851 voor koningin Victoria en haar echtgenoot prins Albert, als zomerverblijf. Prins Albert ontwierp het huis zelf, in de stijl van een Italiaans renaissancepaleis. Een al bestaand huis werd gesloopt om plaats te maken voor een nieuw en groter huis.
Het werd gebouwd door Thomas Cubitt (1788–1855), een Londense architect en aannemer wiens bedrijf in 1847 de voorgevel van Buckingham Palace realiseerde. 

Koningin Victoria stierf op Osborne House in januari 1901. Na haar dood werd Osborne House door haar opvolger Eduard VII aan de Engelse staat geschonken, met een aantal kamers op de eerste verdieping ingericht als privémuseum voor de Britse koninklijke familie ter herinnering aan Victoria. Tussen 1903 en 1921 werd Osborne House gebruikt als opleidingscentrum voor jonge officieren van de Royal Navy, onder de naam: "Royal Naval College, Osborne".

## Geschiedenis
Victoria en Albert kochten in oktober 1845 het (oude) Osborne House op het eiland Wight. Ze zochten een rustige plek ver weg van het Engelse Hof en het drukke Londen. Victoria had als kind twee vakanties doorgebracht op het eiland. De plek van het drie verdiepingen tellende huis trok hun aandacht. Albert was met name gecharmeerd van het uitzicht op de nabij gelegen baai, dat hem deed denken aan de Golf van Napels. Al snel werd duidelijk dat het huis te klein was als onderkomen voor de koninklijke familie. Sloop en nieuwbouw was een voor de hand liggende keuze.

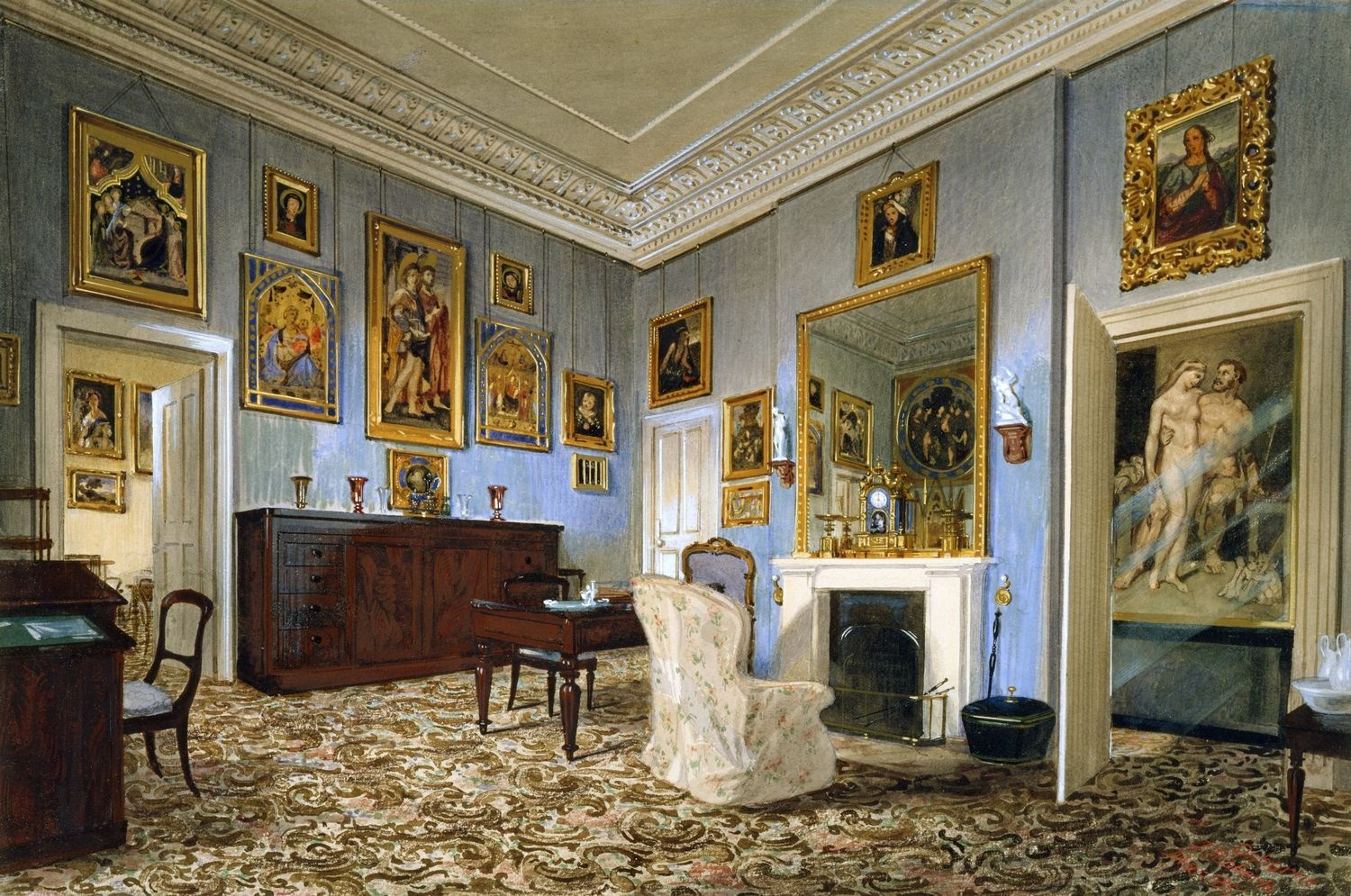
Kleedkamer van prins Albert (waterverfschilderij uit 1851).

Het nieuwe Osborne House werd gebouwd in Italiaanse renaissance stijl, compleet met twee Belvedèretorens. Met de verkoop van het Royal Pavilion werd de inrichting van het huis bekostigd.
Osborne House staat onder beheer van het English Heritage en is voor publiek toegankelijk.